# Katariya
Der Katariya ist eine Jagd- und Kriegswaffe aus Indien, die in der Funktion dem Bumerang ähnelt.

## Beschreibung
Der Katariya hat eine gebogene, zweischneidige, sichelförmige Klinge. Das Heft besteht aus Holz oder Horn. Am Ort ist eine Verzierung aus Messing angebracht. Der Katariya wird von der Ethnie der Koles in Indien als Jagd- und Abwehrwaffe benutzt. Der Katariya ist eine äußerst seltene Waffe. Im Gegensatz zum Valai Tade besteht der Körper des Katariya aus Metall.